# Římskokatolická farnost Kytlice
Římskokatolická farnost Kytlice (lat. Falkenavia) je církevní správní jednotka sdružující římské katolíky na území obce Kytlice a v jejím okolí. Organizačně spadá do děčínského vikariátu, který je jedním z 10 vikariátů litoměřické diecéze. Centrem farnosti je kostel svatého Antonína Paduánského v Kytlici.

## Historie farnosti
Matriky jsou vedeny od roku 1782. Do roku 1786 spadalo území farnosti pod farnost Horní Prysk, od roku 1786 byla v Kytlici zřízena lokálie. Farnost byla kanonicky zřízena od roku 1849.

### Duchovní správcové vedoucí farnost
Začátek působnosti jmenovaného v duchovní správě farnosti od:
- 1787   cap. loc. Car. Sitte, † 10. 2. 1802
- 1802   cap. loc. Anton. Dröselt, n. 25. 12. 1759 Leipa, o. 14. 7. 1788, † 20. 10. 1835
- 1832   cap. loc. Jos. Preiss, n. 17. 1. 1800 Grossgrünnav., o. 7. 9. 1823, † 17. 5. 1837
- 1837   cap. loc. Jos. Langer, n. 25. 12. 1801 Kosel, o. 4. 9. 1827, † 2. 4. 1880
- 1843   cap. loc. Franc. Görbrich, n. 18. 1. 1811 Theresiopol, o. 3. 8. 1835
- 1849   proto. par. (první farář) Franc. Görbrich, n. 18. 1. 1811 Theresiopol, o. 3. 8. 1835
- 1861   Franc. Tschernich, n. 6. 3. 1817 Pihlerbaustellen., o. 29. 7. 1841, † 3. 3. 1891
- 1891   Anton. Ressel, n. 15. 9. 1855 Bärnsdorf, o. 11. 5. 1884, † 26. 4. 1920
- 1897   Franc. Pöppel, n. 13. 7. 1868 Sporitz, o. 20. 12. 1891, † 2. 8. 1936
- 1901   Joann. Košek, n. 31. 5. 1871 Radvanice, o. 17. 6. 1894, † 3. 3. 1928
- 1908   Joann. Müller, n. 29. 11. 1875 Hainspach, o. 15. 7. 1900, † 20. 10. 1945
- 1916   par. vacat, admin. interc. Franc. Kapusta
- 1919   Franc. Mai, n. 8. 3. 1885 Kreibitz, o. 27. 9. 1908, † 9. 12. 1956
- 1924   Georg Zischek, n. 16. 2. 1892 Blisowa, o. 10. 10. 1915, † 14. 9. 1979
- 1930   par. vacat
- 1931   Joann. Nep. Hofmann, n. 17. 2. 1892 Hainspach, o. 2. 6. 1918, † 19. 6. 1952
- 1936   par. vacat, admin. interc. Alfred Schnek
- 1937   Alfred Schnek, n. 21. 12. 1905 Widhostitz, o. 29. 6. 1930, † 20. 12. 1965
- 1. 2. 1940 Willibald Kindermann, n. 29. 12. 1909 Fugau, o. 17. 2. 1935, † 20. 2. 1980
- 19. 7. 1946   Joann. Wartha
- 10. 12. 1956 Josef Kunz
- 1. 10. 1963   Josef Just
- 1. 1.  1964  Josef Kunz
- 1. 11. 1966   Robert Vater
- 1. 3.  1968    Jan Smrčina, admin. exc. z Kamenického Šenova (kněz diecéze českobudějovické, do té doby mimo duch. správu)[3]
- 1. 8.  1973   Stanislav Bečička
- 15. 8. 1991   Jaroslav Gajdošík
- 1. 6.  1993    Stanislav Bečička
- 1. 10. 1993   Jiří Sucharda
- 1. 8.  1998   Štefan Pilarčík
- 1. 7.  2001   Bohuslav Bártek, admin. exc. z Benešova nad Ploučnicí
- 1. 3.  2003   Karel Jordán Červený, admin. exc. z České Kamenice, n. 16. 3. 1943, o. 1998, † 9. 6. 2020
- 15. 6. 2020 Tomáš Kuba, admin. exc. in spiritualibus z Děčína
  - 15. 6. 2020 Jan Hedvík – 1. 8. 2021, admin. exc. in materialibus z České Kamenice
- 1. 8. 2021 Josef Jaroš, admin. exc. z České Kamenice[4]

Kromě kněží stojících v čele farnosti, působili ve farnosti v průběhu její historie i jiní kněží. Většinou pracovali jako farní vikáři, kaplani, katecheté, výpomocní duchovní aj.

## Území farnosti
Do farnosti náleží území obce:
- Dolní Falknov (Nieder Falkenau)[p 2]
- Falknov (Falkenau)[p 2]
- Kytlice (Kittlitz)[p 2]
- Mlýny (Hillemühl)[p 2]

## Římskokatolické sakrální stavby na území farnosti
| Fotografie | Stavba                          | Místo   | Bohoslužby                      | Zeměpisné souřadnice            | Status       | Číslo kulturní památky                       |        |
| Kostel | Kostel                          | Kostel  | Kostel                          | Kostel                          | Kostel       | Kostel                                       | Kostel |
| --- | ------------------------------- | ------- | ------------------------------- | ------------------------------- | ------------ | -------------------------------------------- | ------ |
| | Kostel sv. Antonína Paduánského | Kytlice | bližší informace o bohoslužbách | 50°48′41″ s. š., 14°32′9″ v. d. | farní kostel | 38938/5-3793 (Pk•MIS•Sez•Obr•WD) (Q21035919) |        |
| Některé drobné sakrální stavby a pamětihodnosti lze dohledat zde v databázi Drobné sakrální památky Zaniklé sakrální stavby lze dohledat zde v databázi Poškozené a zničené kostely, kaple a synagogy v České republice |                                 |         |                                 |                                 |              |                                              |        |

Ve farnosti se mohou nacházet i další drobné sakrální stavby, místa římskokatolického kultu a pamětihodnosti, které neobsahuje tato tabulka.

## Příslušnost k farnímu obvodu
Z důvodu efektivity duchovní správy byl vytvořen farní obvod (kolatura) farnosti – děkanství Česká Kamenice, jehož součástí je i farnost Kytlice, která je tak spravována excurrendo. Přehled těchto kolatur je v tabulce farních obvodů děčínského vikariátu.